# 第二比羅喬克
49°42′19″N 36°7′37″E / 49.70528°N 36.12694°E
第二比羅喬克（烏克蘭語：Бірочок Другий）是位於烏克蘭東部的村莊，由哈爾科夫州丘胡伊夫区的茲米伊夫市鎮負責管轄。該村始建於1650年，面積0.15平方公里，海拔高度148米，2001年人口63，人口密度每平方公里434.5人。